# 4144 Vladvasilʹev
4144 Vladvasilʹev este un asteroid din centura principală, descoperit pe 28 septembrie 1981 de Liudmila Juravliova.